# Alfred Boake
Alfred "Alf" Boake (1876 - ?) va ser un ciclista canadenc. Del seu palmarès destaca la medalla de bronze al Campionat del món de mig fons de 1899 per darrere del seu compatriota Harry Gibson i l'estatunidenc Hugh Mclean.